# 카가리 유라 아스하
카가리 유라 아스하(영어: Cagalli Yula Athha, 일본어: カガリ・ユラ・アスハ)는 《기동전사 건담 SEED》에 등장하는 히로인이다.

## 소개
기동전사 건담(퍼스트 건담)의 세이라 마스와 느낌이 비슷한 히로인. 오브의 공주로, 라크스 클라인의 좋은 동료(게다가 동갑)가 되며 키라의 이란성 쌍둥이 누나（공식 캐릭터 관계도 쓰다 누나와남동생）. 라크스에 비하면 2인자이긴 하지만, 최소한 더블오의 히로인들보다는 인기가 높다. 키라와 마찬가지로 시드를 가지고 있으나 불량 청소년 급 히로인답게 성격은 동지인 라크스 클라인이 걱정할 정도로 지독한(?) 와가마마(わがまま, 제멋대로)에 불량스럽고 고집불통. 소녀지만 연약한 여자보다는 전투의 여신 왈큐레와 전쟁의 여신 아테나, 템플기사단의 성기사, 프랑스의 영웅 잔 다르크와 같은 전투형 히로인 고유의 강인한 이미지를 많이 주는 편이며, 주요 메카닉은 스트라이크 루즈(후속작인 데스티니에선 '아카츠키 건담'을 잠깐 조종한다.) 시드 초반에는 '새벽의 사막'이라는 반 자프트 레지스탕스의 일원으로서 활약했으며 그 후에도 곳곳에서 맹활약한다. 후속작인 데스티니에선 시드 중반부에 별세한 아버지의 의지를 이어 오브의 국가수장(거의 국무총리 격의 일을 맡음)으로서 활동한다. 아스란 자라의 연인이며 본명은 카가리・히비키(カガリ・ヒビキ)

## 조종함선
스트라이크 루즈(SEED, SEED DESTINY) - 아카츠키 건담(SEED DESTINY)